# Stanisław Brzeźniak
Stanisław Brzeźniak (ur. 5 czerwca 1962 w Oświęcimiu) – działacz opozycji niepodległościowej i antykomunistycznej - społeczny, polityczny oraz związkowy Ruchu Solidarnościowego, kawaler Orderu Odrodzenia Polski oraz Krzyża Wolności i Solidarności, przedsiębiorca.

## Życiorys

### Działalność antykomunistyczna i niepodległościowa w latach 1979–1990
Działalność antykomunistyczna i niepodległościowa w latach 1979–1990, NSZZ „Solidarność” [1980-1982], Solidarność Walcząca [1982-1984], Konfederacja Polski Niepodległej [1984-1993] – m.in. udział w nielegalnych strajkach, protestach i manifestacjach patriotycznych – niepodległościowych, kolportaż prasy, ulotek – tzw. II obiegu.

### Działalność społeczna w latach 1990–2024
Małopolska Wojewódzka Rada Konsultacyjna do Spraw Działaczy Opozycji Antykomunistycznej oraz Osób Represjonowanych z powodów politycznych – Członek Rady (2016 - grudzień 2023). Śląski Komitet Ochrony Pamięci Walk i Męczeństwa Narodu Polskiego – IPN Oddział Katowice – Członek Komitetu. Posiada Status Działacza Opozycji Antykomunistycznej i Osoby Represjonowanej.
W dowód Uznania odznaczony m.in. przez Prezydent RP – Złotym Medalem Za Długoletnią Służbę, Minister Gospodarki RP – Odznaką Honorową „Zasłużony Dla Górnictwa RP”, Prezes Wyższego Urzędu Górniczego – Odznaką Honorową „Zasłużonego Dla Bezpieczeństwa W Górnictwie”, Główny Inspektor Pracy RP – Odznaką Honorową „Za Zasługi Dla Ochrony Pracy”, Minister PIPS RP – Odznaką Honorową „Primus In Agendo”.
Koordynator m.in. w imieniu NSZZ Solidarność 80 i innych Instytucji Obchodów rocznicowych Powstań Śląskich – konferencje, odczyty, upamiętnienia (informacje dokumentacyjne), koordynator Regionalnych Obchodów 80 Rocznicy Przekształcenia ZWZ w Armię Krajową.

#### Stanowiska działalności gospodarczo-patriotyczno-społecznej
- NSZZ Solidarność 80 – Przewodniczący Sekretariatu Górnictwa i Energetyki,

2016 – Odznaczenie Stanisława Brzeźniaka Krzyżem Kawalerskim Orderu Odrodzenia Polski

- Światowy Związek Żołnierzy Armii Krajowej – Okręg Śląski – Koordynator ds. Upamiętnień,
- Stowarzyszenie Krzewienia Etosu Armii Krajowej – Wiceprezes,
- Stowarzyszenie Ofiar Wojny – pełnomocnik Zarządu Głównego – członek Zarządu,
- Stowarzyszenie Pamięci Armii Krajowej – Członek,
- Klub Gazety Polskiej im. Żołnierzy Wyklętych w Libiążu – członek Zarządu.

W dowód szczególnych dokonań na tym polu – Wyróżniony za szczególną dbałość o Wizerunek i prawdę historyczną Rzeczpospolitej szczególnie za działalność non – profit w tym obszarze aktywności m.in. przez Prezydenta RP Andrzej Duda – Medalem 100-lecia Odzyskania Niepodległości, Premiera RP Mateusz Morawiecki – Medalem 100-lecia Odzyskania Niepodległości przez Rzeczpospolitą, Szefa Urzędu do Spraw Kombatantów i Osób Represjonowanych – Medalem Pro Patria, Pro Bono Poloniae, Lasy Państwowe RP uhonorowały ww. Złotym Kordelasem za m.in. Inicjowanie i opiekę nad miejscami Walk i Kaźni Polaków w tym obszarze w latach 1768–1990, Honorowymi Złotym i Srebrnym Krzyżem tzw. Krzyż Giewontu Sejmiku Małopolskiego, którego dewizą jest przesłanie „Na Was Zawsze Można Liczyć”, Złotą Odznaką Honorową „Za Zasługi Dla Województwa Śląskiego”.

12.11.2023r - Stanisław Brzeźniak odznaczony Gwiazdą Górnośląską nr 36/50 przez Marszałka Województwa Śląskiego

W dowód uznania otrzymał m.in. Medal Złoty – Ministerstwa Nauki – Ukrainy.

#### Działalność polityczna w III RP
- 1995–1999 – ruch Odbudowy Polski – m.in. Główny Sąd Koleżeński, Zarząd Główny – członek,
- 2014 – do chwili obecnej – Prawo i Sprawiedliwość m.in. – delegat na Kongres partii. 13.02.2024 - Katowice - Odznaczenie Stanisława Brzeźniaka Medalem "ŚZŻAK"

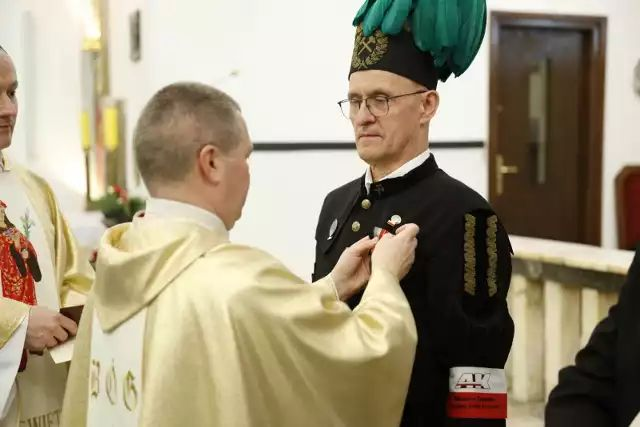
13.02.2024 - Katowice - Odznaczenie Stanisława Brzeźniaka Medalem "ŚZŻAK"

## Aktywność społeczno-zawodowa
- Konsorcjum M&C&R sp. z o.o. – KRS – współwłaściciel,
- Małopolska Wojewódzka Rada Konsultacyjna ds działaczy opozycji antykomunistycznej i osób represjonowanych z powodów politycznych – ustawa – członek,
- Komitet Ochrony Walk i Męczeństwa Narodu Polskiego IPN oddział Katowice – ustawa – członek,
- Światowy Związek Żołnierzy Armii Krajowej Okręg Śląski – KRS – koordynator ds upamiętnień,
- Stowarzyszenie Krzewienia Etosu Armii Krajowej – KRS – wiceprezes zarządu,
- Niezłomni Niepokorni Działacze Antykomunistyczni Represjonowani 1956-1989 – KRS – prezes ds organizacyjnych,
- Stowarzyszenie Rozwoju Zawodowego Śląska i Małopolski – KRS – koordynator zarządu,
- Koordynator Wsparcia Diaspory Polskiej na Obszarze Postsowieckim,
- Stowarzyszenie Ofiar Wojny - Pełnomocnik Zarządu Głównego,
- Klub Gazety Polskiej Libiąż im. Żołnierzy Wyklętych – wiceprezes.

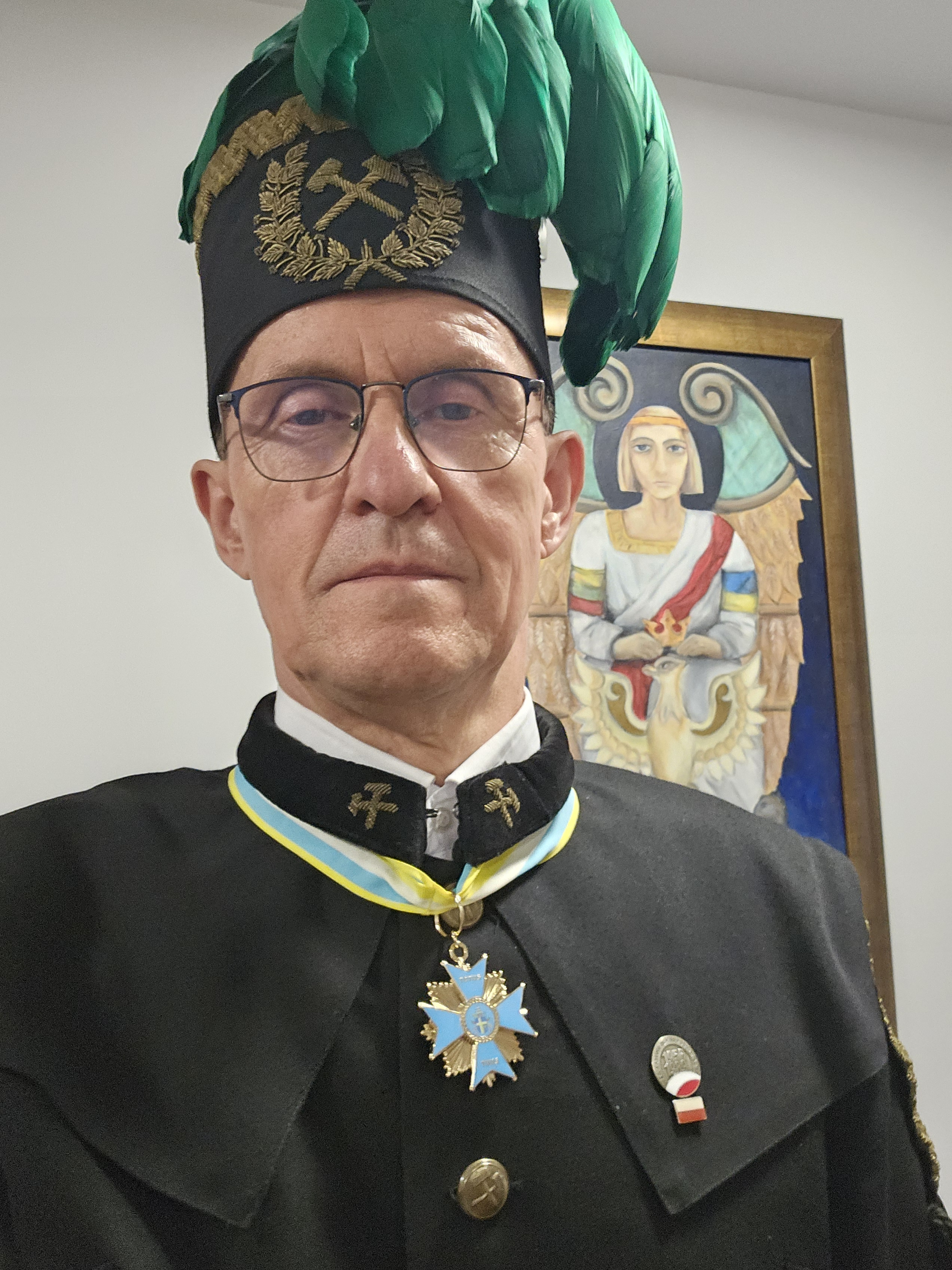
Stanisław Brzeźniak odznaczony Komandorią Krzyża Świętego Jana Pawła II z Gwiazdą w dniu 16-10-2024

## Odznaczenia i wyróżnienia
- Krzyż Kawalerski Orderu Odrodzenia Polski, nr 431-2016-9[8],
- Krzyż Wolności i Solidarności, nr 456-2015-5[9],
- Brązowy Krzyż Zasługi, nr 110-2006-264,
- Złoty Medal za Długoletnią Służbę, nr 565-2012-11,
- Medal Stulecia Odzyskanej Niepodległości, listopad 2018[10],
- Medal 100-lecia Odzyskania Niepodległości, nr 2-2019-36 MS,
- Gwiazda Górnośląska, edycja limitowana 36/50, 11-2023,[11][12][13]
- Medal AMICUS HOMINUM – ANIMATOR SPOŁECZNY, 12-2024[14],
- Odznaka honorowa „Zasłużony dla Górnictwa RP”, nr 71/2002,
- Odznaka Honorowa za Zasługi dla Ochrony Pracy, nr 23/2013,Stanisław Brzeźniak z okazji 40-lecia działalności opozycyjnej antykomunistycznej niepodległościowej uhonorowany bloczkiem okolicznościowym wydanym przez Pocztę Polską

Stanisław Brzeźniak z okazji 40-lecia działalności opozycyjnej antykomunistycznej niepodległościowej uhonorowany bloczkiem okolicznościowym wydanym przez Pocztę Polską

- Odznaka honorowa „Działacza opozycji antykomunistycznej lub osoby represjonowanej z powodów politycznych”, nr 820/2016,
- Medal „Pro Patria”, nr 5768/16[15],
- Odznaka Honorowa Primus in Agendo[16], nr PA. 50 2017,
- Medal „Pro Bono Poloniae”, nr 216/ SU /21[6][17],
- Srebrna Odznaka Honorowa Województwa Małopolskiego – Krzyż Małopolski, nr nadania 22/09/2016,
- Złota Odznaka Honorowa Województwa Małopolskiego – Krzyż Małopolski[7], nr nadania 23/11/2021,
- Złota Odznaka Honorowa za Zasługi dla Województwa Śląskiego, nr 6994/2022,
- Medal "Błogosławionego Ks. Jerzego Popiełuszki", nr III/307/2023,
- Z okazji 40 lecia działalności opozycyjnej niepodległościowej uhonorowany bloczkiem okolicznościowym wydanym przez Pocztę Polską,
- Odznaczenie za Zasługi dla "ŚZŻAK", nr 3022 / 2024[18][19],
- Medal "Reipublicae Memoriae Meritum", nr 110, 22.02.2024[20][21]
- Krzyż Niezłomni Niepokorni 1956–1989, nr 003/2016,
- Złoty Kordelas Leśnika Polskiego, nr 51/2017,
- Generalny Honorowy Dyrektor Górniczy – ME – nr Dyplomu 1/8/2016,
- Honorowa Szpada Górnicza Akt Nadania, nr I 04/12/2001,
- Odznaczenie Honorowe „Zasłużony dla KWK Piast”, nr 04/12/2015,
- Złota Odznaka Honorowa NSZZ Solidarność 80, nr 7/03/2007,
- Medal św. Jana Pawła II [100. Rocznica Urodzin Karola Wojtyły], nr I /18/V/2022,
- Medal 40-Lecia Solidarności Walczącej, nr Leg. 0567/2022,
- Ministerstwo Energetyki [Górnictwa] – Ukraina – Złoty Medal 'Święta Barbara”, nr 384 – nr 73-I/23/ 11 /2017,
- Ministerstwo Nauki [Edukacji] – Ukraina – Złoty Medal 'DNIPRO POLITECHNIC 1899, nr 001 – 27/09/2019,
- Błękitny Krzyż Zasługi dla Stowarzyszenia Dzieci Wojny w Polsce - nr 9/24 - 21/03/2024[22],
- Medal za pomoc i współorganizację upamiętnienia Legionów Polskich w 2024 roku - nr 002 - 10/05/2024[23],
- Krzyż Św. Jana Pawła II i Bł. Ks. Stanisława Kard. Wyszyńskiego - 18/05/2024[24],
- Komandoria Krzyża Świętego Jana Pawła II z Gwiazdą - 16/10/2024[25],
- Krzyż Rubinowy za Wybitne Zasługi dla Stowarzyszenia Dzieci Wojny w Polsce - nr 6/25 - 07/02/2025[26],
- Krzyż Św. Jana Pawła II - 18/05/2025[27],
- Odznaka Honorowa Sybiraka - nr 33269, 25/11/2024, wręczona podczas Narodowego Dnia Pamięci Żołnierzy Armii Krajowej 14 lutego 2025 r[28],[29],
- Odznaka Honorowa 13 Śląskiej Brygady Obrony Terytorialnej im. Tadeusza Puszczyńskiego ps. "Konrad Wawelberg" - nr 612, 08/08/2025, wręczona przez Dowódcę Garnizonu Śląsk płk Pawła Piątkowskiego, podczas Obchodów Święta Wojska Polskiego Śląsk - Katowice 10/08/2025 [30],
- Inne Wyróżnienia Krajowe i Międzynarodowe.